# The Stones
 The Stones è stato un gruppo musicale neozelandese. Ha esordito nel 1981 sul doppio EP Dunedin Double, ritenuto il primo e più importante esempio del Dunedin sound e riconosciuto come un disco fondamentale nella storia della musica della Nuova Zelanda.

## Storia
Il gruppo venne fondato a Dunedin e prese il nome dai Rolling Stones; era composta da Jeff Batts (basso, voce), Wayne Elsey (voce, chitarra), Graeme Anderson (batteria).
Iniziarono a suonare in alcuni concerti nel luglio 1981 presso la Otago University, dove Anderson e Batts studiavano, insieme ad altri gruppi locali come The Clean e The Verlaines. A fine anno suonarono a Christchurch in varie date con The Verlaines, The Clean, The Chills e Sneaky Feelings; a gennaio 1982, fecero altri concerti a Christchurch con The Chills e The Clean. Il gruppo ritornò poi a Christchurch per suonare alla Canterbury University a fine febbraio. Mentre si trovavano a Canterbury, registrarono i brani per un doppio EP che la Flying Nun voleva pubblicare suddividendo le quattro facce fra quattro nuove band che aveva messo sotto contratto; il disco venne pubblicato nel luglio 1982. Il gruppo fu quindi una delle prime band a pubblicare con l'etichetta neozelandese, contribuendo così a formare lo stile di musica noto come il Dunedin sound, insieme agli altri gruppi presenti sul disco, Chills, The Verlaines e Sneaky Feelings; il doppio EP, Dunedin Double, venne poi riconosciuto come un disco fondamentale nella storia della musica della Nuova Zelanda. Dopo la pubblicazione dell'album le esibizioni dal vivo del gruppo aumentarono di frequenza per tutto il 1982 facendo anche da gruppo di supporto per il tour dei New Order in Nuova Zelanda. A fine dicembre registrarono i brani per un nuovo EP che venne pubblicato l'anno successivo, Another Disc, Another Dollar, che raggiunse la posizione n. 33 nella classifica neozelandese. Nei primi mesi del 1983 il gruppo continuò a tenere concerti in varie località della Nuova Zelanda; ad aprile la band si trasfer' ad Auckland dove tenne frequenti concerti in un locale del posto, il Rumba Bar, con altre band locali come Tall Dwarfs e Big Sideways e una di queste performance, in occasione del Rumba Recording Party, il 6 giugno 1983, venne registrata e pubblicata in un album pubblicato dalla Flying Nun Records nel 1984.
La band ebbe una vita breve sciogliendosi definitivamente a fine 1983 e i suoi membri fondarono altri gruppi come ad esempio i DoubleHappys, fondatati da Wayne Elsey, e che poi avrebbe portato alla formazione degli Straitjacket Fits.
Nel 2015 la Flying Nun Records in Nuova Zelanda e la Captured Tracks negli USA pubblicarono una compilation Three Blind Mice che raccoglie tutta la loro produzione integrata con brani registrati dal vivo.

## Discografia
| Data di uscita | Titolo                       | Etichetta          | Classifica | Numero di catalogo |  |
| EP             |                              |                    |            |                    |  |
| 1982           | Dunedin Double               | Flying Nun Records | -          | DUN 1              |  |
| 1983           | Another Disc, Another Dollar | Flying Nun Records | 33         | BUCK 001           |  |

Compilation
- 2015 - Three Blind Mice

## Formazione
- Jeff Batts (basso, voce)
- Wayne Elsey (voce, chitarra)
- Graeme Anderson (batteria)